# جون ألتونا
جون ألتونا (بالإسبانية: Jon Altuna)‏ هو لاعب كرة قدم إسباني في مركز الوسط، ولد في 24 يونيو 1980 في إيبارا في إسبانيا. لعب مع أوريرا فيتوريا ولوغرونيس ونادي أموريبايتا ونادي إيبار ونادي باراكالدو ونادي غرناطة.

## وصلات خارجية
- جون ألتونا على موقع قاعدة بيانات كرة القدم.إي يو (الإنجليزية)
- جون ألتونا على موقع Soccerway.com (الإنجليزية)